# Uraecha angusta
Uraecha angusta är en skalbaggsart som först beskrevs av Francis Polkinghorne Pascoe 1857.  Uraecha angusta ingår i släktet Uraecha och familjen långhorningar.
Artens utbredningsområde är:
- Tibet.
- Taiwan.

Inga underarter finns listade i Catalogue of Life.